# Nogent-le-Sec

Nogent-le-Sec este o comună în departamentul Eure, Franța. În 1 ianuarie 2022 avea o populație de 429 de locuitori.